# 용사들을 위하여
《용사들을 위하여》(영어: For the Boys)는 미국에서 제작된 마크 라이델 감독의 1991년 뮤지컬 코미디 드라마 영화이다. 유명 공연자 에디 스파크스와 팀을 꾸려 미군 부대를 즐겁게 해줬던 1940년대 여배우 겸 가수 딕시 레너드의 삶을 추적한다. 벳 미들러, 제임스 칸, 조지 시걸, 패트릭 오닐, 아리 그로스, 노먼 펠 등이 출연하였고, 보니 브룩하이머 등이 제작에 참여하였다.

## 출연진
- 벳 미들러 - 딕시 레너드 역
- 제임스 칸 - 에디 스파크스 역
- 조지 시걸
- 패트릭 오닐
- 크리스토퍼 라이델
- 브랜던 콜
- 아리 그로스
- 노먼 펠
- 로즈메리 머피
- 버드 요킨
- 도리 브레너
- 잭 셸던
- 섀넌 윌콕스
- 마이클 그린
- 멀리사 맨체스터
- 스티븐 캠프먼
- 리처드 포트노
- 브루스 그레이
- 앤드루 라우어
- 빌리 밥 손턴
- 잰더 버클리
- 알리스 하워드
- 앤디 딕 (크레디트 미기재)

## 기타 제작진
- 공동 제작: 레이먼드 하트윅
- 협력 제작: 케이트 롱, 크리스 윌킨슨
- 배역: 린 스톨마스터
- 미술: 애시턴 고턴
- 세트: 마빈 마치
- 의상: 웨인 A. 핑클먼